# Scooby Doo i meksykański potwór
Scooby Doo i Meksykański Potwór (ang. Scooby-Doo and the Monster of Mexico) – 11 film animowany i 6 animowany pełnometrażowy z serii Scooby Doo z roku 2003.
Premiera filmu w Polsce na antenie Cartoon Network odbyła się w sobotę, 30 września 2006 roku w Kinie Cartoon Network. Wcześniej film był również emitowany przez HBO.

## Fabuła
Tym razem wrogiem drużyny będzie El Chupacabra – Potwór z Meksyku.

## Obsada
- Frank Welker –
  - Scooby Doo,
  - Fred Jones
- Casey Kasem – Kudłaty Rogers
- Nicole Jaffe – Velma Dinkley
- Heather North – Daphne Blake
- Brandon Gonzalez – Jorge Otero
- Jesse Borrego – Luis Otero
- Candi Milo – Charlene Otero / Przewodnik po muzeum
- Ted Cassidy – El Chupacabra (nagrania archiwalne)
- Rita Moreno – Doña Dolores
- Maria Canals – Sofia Otero
- Rip Taylor – Pan Smiley / duch Señora Otero
- Castulo Guerra – Señor Fuente
- Benito Martinez – El Curandero
- Eddie Santiago – Alejo Otero

## Wersja polska
Wersja polska: Master Film

Reżyseria: Ewa Kania

Dialogi: Kamila Klimas-Przybysz

Dźwięk: Małgorzata Gil

Montaż: Jan Graboś

Mix wersji stereo: Studio Voiceland – Jarosław Czernichowski i Maciej Ziółkowski

Kierownictwo produkcji: Romuald Cieślak

Wystąpili:
- Jacek Bończyk – Kudłaty
- Ryszard Olesiński – Scooby
- Jacek Kopczyński – Fred
- Agata Gawrońska – Velma
- Beata Jankowska-Tzimas – Daphne
- Krzysztof Banaszyk – Alejo Otero
- Paweł Szczesny – Luis Otero
- Joanna Węgrzynowska – Charlene
- Andrzej Blumenfeld
- Beata Ziejka
- Marcin Troński – Señor Fuente
- Janusz Wituch – Mechaniczna papuga Paco
- Tadeusz Borowski
- Zbigniew Suszyński – Pan Smiley
- Krzysztof Zakrzewski
- Anna Apostolakis